# Giuseppe Sinopoli

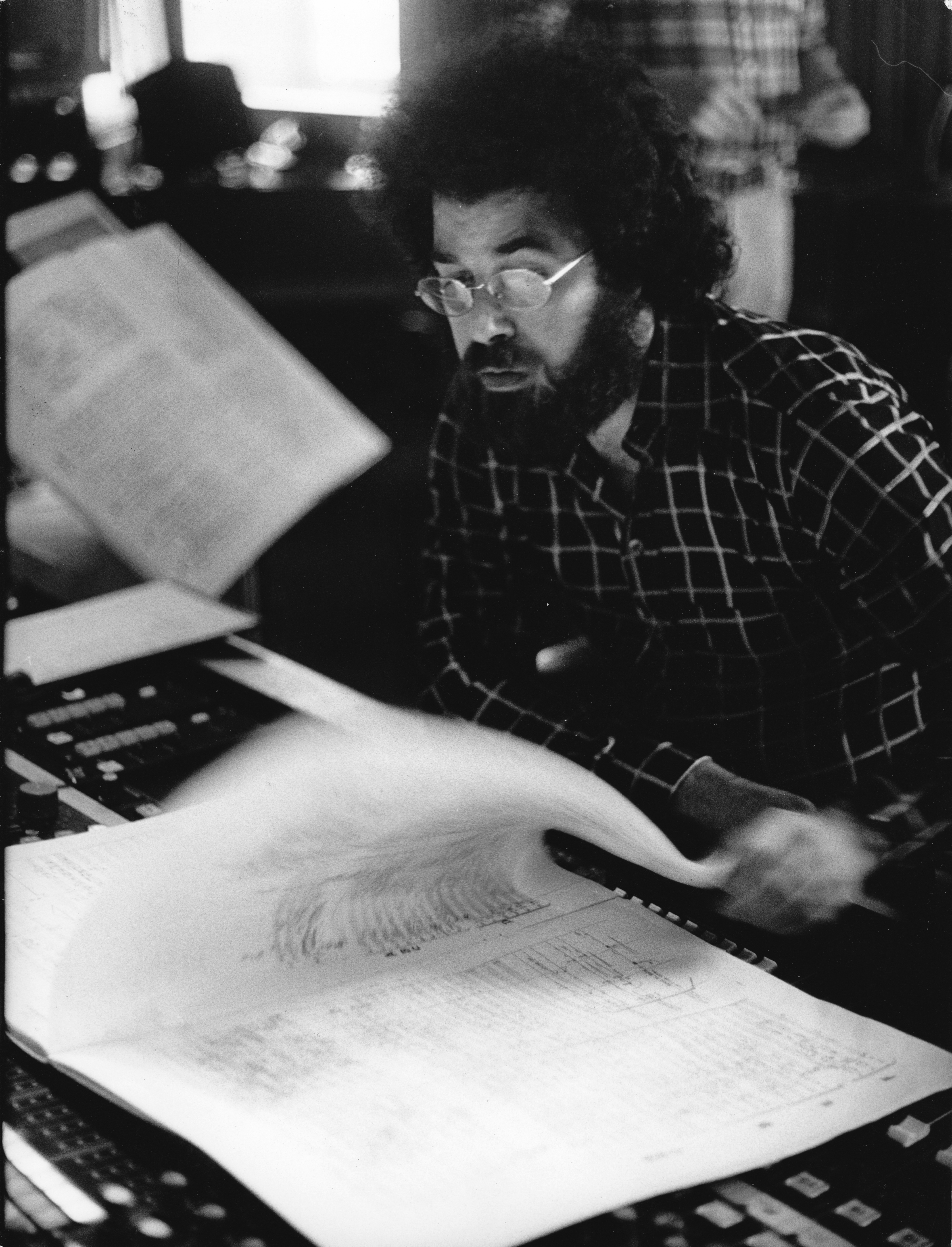
Giuseppe Sinopoli

Giuseppe Sinopoli (* 2. November 1946 in Venedig; † 20. April 2001 in Berlin) war ein italienischer Dirigent und Komponist. Er war von 1984 bis 1994 Chefdirigent des Philharmonia Orchestra London, von 1992 bis zu seinem Tod Chefdirigent der Sächsischen Staatskapelle Dresden.

## Leben

### Ausbildung
Giuseppe Sinopoli wuchs als Ältester mit zehn Geschwistern in Messina auf Sizilien auf. Dort begann er mit 12 Jahren am Konservatorium eine Ausbildung zum Organisten. Mit 15 Jahren kehrte er in seine Geburtsstadt Venedig zurück. Er studierte dort zwischen 1965 und 1967 am Konservatorium Musik und – auf Wunsch des Vaters – zeitgleich an der Universität Padua Medizin, Psychiatrie und Anthropologie. Weiterführende Kompositionsstudien unternahm er u. a. bei Bruno Maderna in Darmstadt und Franco Donatoni in Siena. 1972 schloss er sein Medizinstudium mit einer Promotion ab.

### Karriere
Danach konzentrierte er sich ganz auf die Musik und erhielt eine Dozentur für elektronische und zeitgenössische Musik in Venedig. Im selben Jahr begann er Dirigierkurse bei Hans Swarowsky in Wien zu belegen. 1975 gründete er das Ensemble Bruno Maderna für Neue Musik. In den 1970er Jahren trat er vor allem als Komponist in Erscheinung; Kompositionen von ihm waren auf Festivals für Neue Musik zu hören.
1978 begann Sinopolis Karriere als Operndirigent in Venedig mit Aida von Giuseppe Verdi. Er entwickelte seine Interpretation der verdischen Musik in Abgrenzung zur damaligen Aufführungspraxis aus dem Quellenstudium der Originalpartituren; seine Aufführungen bekamen dadurch einen durchsichtigeren Orchesterklang und machten viele bis dato nicht gehörte musikalische Details der Partitur hörbar. Seine Aufführung der Oper Macbeth des gleichen Komponisten zwei Jahre später an der Deutschen Oper Berlin, die den gleichen ästhetischen Maßstäben verpflichtet war, wurde ein großer Erfolg und wird als der Beginn seiner nun beginnenden internationalen Dirigentenkarriere angesehen, welche die Kompositionstätigkeit in den Hintergrund treten ließ.
Mit einer bejubelten Premiere von Verdis Frühwerk Attila (mit Nikolaj Gjaurow, Mara Zampieri, Piero Cappuccilli; Regie Giulio Chazalettes) debütierte er 1980 an der Wiener Staatsoper (Mitschnitt inzwischen auf CD erschienen). 1982 dirigierte er ebendort Macbeth (mit Renato Bruson, Zampieri und Nikolaj Gjaurow; Regie Peter Wood), 1986 folgte noch Puccinis Manon Lescaut (mit Mirella Freni, Peter Dvorsky, Bernd Weikl, Kurt Rydl; Regie Otto Schenk). Seine letzte Wiener Premiere galt Richard Strauss’ Oper Die Frau ohne Schatten (1999, Regie: Robert Carsen).
Von 1985 an dirigierte Sinopoli jedes Jahr bei den Bayreuther Festspielen: 1985 bis 1989 den Tannhäuser, 1990 bis 1993 den Fliegenden Holländer (Regie Dieter Dorn), 1994 bis 1999 den Parsifal (Regie Wolfgang Wagner) und 2000 die Neuinszenierung Ring des Nibelungen (Regie Jürgen Flimm). Nach Sinopolis Tod übernahm der ungarische Kollege Ádám Fischer das Ring-Dirigat.
Wichtige Stationen von Sinopolis Laufbahn waren:
- 1983 bis 1987 Chefdirigent des Orchestra dell’Accademia Nazionale di Santa Cecilia in Rom
- 1984 bis 1994 Chefdirigent und ab 1987 Musikalischer Direktor beim Philharmonia Orchestra London
- 1990 sollte Sinopoli Chefdirigent an der Deutschen Oper Berlin werden; er trat aber noch vor Beginn seiner Amtszeit von seinem Vertrag zurück
- ab 1992 Chefdirigent der Sächsischen Staatskapelle Dresden

Als Dirigent lag Sinopolis musikalischer Schwerpunkt auf den Opern von Verdi und Puccini und der deutschen und österreichischen Musiktradition des 19. und 20. Jahrhunderts von Schubert über Wagner, Mahler und R. Strauss bis zur Zweiten Wiener Schule.
Giuseppe Sinopolis Interessen waren weit gefächert. Er verfasste eine Dissertationsschrift  im Fach Vorderasiatische Archäologie über das Bit Hilani – ein Thema aus dem Bereich der assyrischen Kultur in Mesopotamien –, die er am 24. April 2001 an der Universität La Sapienza in Rom hätte verteidigen sollen.

### Tod
Sinopoli erlitt am 20. April 2001, als er an der Deutschen Oper Berlin die Oper Aida als Versöhnungsgeste für den zwischenzeitlich verstorbenen Opernintendanten Götz Friedrich dirigierte, während der Aufführung einen Herzinfarkt, dem er kurz darauf erlag. Beigesetzt wurde er auf dem Friedhof Campo Verano in Rom. Er hinterließ seine Frau, die Pianistin Silvia Cappellini Sinopoli, und zwei Söhne.

## Würdigung
1991/92 wurde er mit dem Premio Abbiati ausgezeichnet.

### Festival
Die Stadt Taormina auf Sizilien (bzw. die Agentur Taormina Arte) widmet dem Gedenken von Giuseppe Sinopoli seit 2005 ein Festival, das jährlich im Oktober stattfindet. Sinopoli war von 1989 bis 1997 Filmarchitekt der musischen Abteilung der Taorminer Kirchweihfeste. Bei diesem Giuseppe-Sinopoli-Festival wird Sinopolis nicht nur als Musiker, Dirigent und Komponist gedacht, sondern auch als Mediziner, Archäologe und geistigem Menschen. Das Festival vereint somit Musik, Theater, Literatur und bildende Kunst in Zusammenkünften, Ausstellungen, Veröffentlichungen und natürlich Konzerten, zu dem jedes Jahr wichtige Orchester anreisen. Anlässlich des ersten Giuseppe-Sinopoli-Festivals wurde in Zusammenarbeit mit dem Konservatorium „Arcangelo Corelli“ in Messina das Sinopoli-Kammerorchester gegründet, in dem sich in der musikalischen Zusammensetzung junge Talente, Schüler und Dozenten des peloritanischen Konservatoriums abwechseln und überwiegend Kompositionen von Giuseppe Sinopoli aufführen.

## Werke

### Kompositionen (Auswahl)
- Sintassi Teatrali (1968): Frammento n. 48 da Alcmane , Frammenti n.2-4-80 da Saffo, Stasimo IV ed Esodo da Edipo Re di Sofocle.
- Erfahrungen (1968)
- 5 studi su 3 parametri, elektronische Musik (1969)
- Musica per calcolatori analogici, elektronische Musik (1969)
- Strukturen für Klavier (1969)
- Sunyata, Thema mit Variationen für Sopran und Streichquintett zum Text des Hridaya Sutra (1970).
- Numquid et unum für Cembalo und Flöte (1970), Franco Donatoni gewidmet.
- Isoritmi, elektronische Musik (1971)
- Opus Daleth für Orchester (1971 uraufgeführt im Teatro La Fenice in Venedig unter Leitung von Ettore Gracis)
- Opus Ghimel für Kammerorchester (1971)
- Opus Schir für Mezzosopran und Instrumente, zu Texten von Rolando Damiani (1971)
- Numquid für Oboe, Englischhorn und Oboe d’amore (1972), Lothar Faber gewidmet.
- Hecklephon für Klavier, Cembalo und Celesta (1972)
- Per clavicembalo (1972), Mariolina De Robertis gewidmet
- Isoritmi II - Volts, elektronische Musik (1972)
- Symphonie imaginaire für Gesangssolisten, zehn Knabensoprane, drei Chöre und drei Orchester (1973)
- Klaviersonate für Klavier (1977), Katia Wittlich gewidmet
- Klavierkonzert für Klavier und Orchester (1974)
- Souvenirs à la mémoire für zwei Soprane, Countertenor und Orchester (1974), Harry Halbreich gewidmet
- Pour un livre à Venise für Orchester (1975) Prima raccolta: Costanzo Porta I - Contrappunto primo (dal Mottetto Gloriosa Virgo Caecilia di Costanzo Porta), II - Hommage à Costanzo Porta, III – Canzone „La Gerometta“ (doppio coro) (da Costanzo Porta).
- Tombeau d’Armor I für Orchester (1976 im Teatro La Fenice)
- Requiem Hashshirim für Chor a cappella (1976), Paul Beusen gewidmet.
- Archeology City Requiem für Orchester (1976) (Uraufführung in Paris am 31. Januar 1977, zur Einweihung des Centre Georges-Pompidou.)
- Tombeau d’Armor II für großes Orchester (1977)
- Tombeau d’Armor III für Violoncello und Orchester (1977)
- Quartetto für Streichquartett (1977)
- Kammerkonzert für Klavier, Blasinstrumente, Schlagzeug, Harfe, Celesta und Cembalo (1977–1978)
- Lou Salomé. Oper. Libretto: Karl Dietrich Gräwe (Uraufführung 1981 an der Bayerischen Staatsoper München)

### Aufnahmen
Vom Dirigenten Giuseppe Sinopoli sind zahlreiche Einspielungen als CD bei der Deutschen Grammophon und bei Teldec erschienen.

### Buch
- Parsifal in Venedig. Roman. Claassen Verlag, Berlin 2001 (postum; die italienische Originalausgabe erschien 1993), ISBN 3-546-00252-0.
- Il re e il palazzo. Studi sull'architettura del vicino oriente: il bit-hilani. Diss. Universität La Sapienza, Rom.  Felici Editore, Pisa 2005.  ISBN 88-6019-017-7.